# Университет Кейп-Бретона
Университет Кейп-Бретона (англ. Cape Breton University) расположен в городе Сидни провинции Новая Шотландия, Канада. В университете обучается более 3400 студентов. 71 % студентов — жители Кейп-Бретона, ещё 6 % представляют оставшуюся часть провинции. Из-за большой общины индейцев микмаков в провинции, процент студентов коренных народов в университете является самым большим для Атлантической Канады.

## История
В 1951 году при университете Святого Франциска Ксаверия, расположенном в городе Антигониш, открылся одноимённый коллеж с кампусом в Сидни. В 1968 году недалеко от трассы Сидни — Глеёс-Бей открылся технологический институт восточной Новой Шотландии. Институт занимался технологиями бизнеса и торговли и его развитие в значительной степени было обусловлено федеральными и провинциальными вложениями, в то время как каменноугольная и стальная индустрии Кейп-Бретона испытывали серьёзные трудности. В 1974 году произошло объединение института и колледжа, получившее название университетский колледж Кейп-Бретона.
В 1989 году университет получил от правительства Новой Шотландии свои нынешние название и статус.